# اسحاق رشتی
اسحاق رشتی (زاده ۱۳۱۷ - درگذشته ۱۳۵۷) از مجتهدین ایران در دوران پهلوی و فرزند میرزا حبیب‌الله رشتی (از مراجع و مدرسین شیعه در دوره قاجار).

## پدر
اسحاق بن العلامه میرزا حبیب‌الله رشتمی عالمی و مرجعی جلیل در تهران و داماد آخوند خراسانی بوده. او ساکن تهران بود و به دعوت دربار پهلوی اول در مراسم رسمی شرکت می‌کرد.

## برادر
برادرش اسماعیل آیت‌الله‌زاده رشتی و فرزندش مهندس شمس الدین علمی غروی از نمایندگان گیلان در مجلس شورای ملی بودند.

## درگذشت
در ۳ جمادی‌الثانی ۱۳۵۷ در تهران وفات و حمل به نجف و در مقبره والدش مدفون گردیده